# Liu Binbin
Liu Binbin (chiń. 刘彬彬, ur. 16 czerwca 1993 w Meixian) – chiński piłkarz grający na pozycji lewego pomocnika. Jest wychowankiem klubu Shandong Luneng Taishan.

## Kariera piłkarska
Swoją karierę piłkarską Liu Binbin rozpoczął w klubie Shandong Luneng Taishan. W 2010 roku wyjechał do szkółki piłkarskiej FC Metz, a w 2011 roku wrócił do Shandong Luneng Taishan. W 2012 roku awansował do pierwszego zespołu grającego w Super League. W Super League swój debiut zaliczył 10 marca 2012 w przegranym 1:2 wyjazdowym meczu z Beijing Renhe. W sezonie 2013 wywalczył wicemistrzostwo Chin, a w sezonie 2014 zdobył Puchar Chin. Z kolei w sezonie 2015 sięgnął po Superpuchar Chin.
| Sezon | Klub                    | Kraj  | Rozgrywki    | Mecze | Gole |
| ----- | ----------------------- | ----- | ------------ | ----- | ---- |
| 2012  | Shandong Luneng Taishan | Chiny | Super League | 11    | 0    |
| 2013  | Shandong Luneng Taishan | Chiny | Super League | 13    | 1    |
| 2014  | Shandong Luneng Taishan | Chiny | Super League | 30    | 5    |
| 2015  | Shandong Luneng Taishan | Chiny | Super League | 22    | 4    |
| 2016  | Shandong Luneng Taishan | Chiny | Super League |       |      |

## Kariera reprezentacyjna
W reprezentacji Chin Liu Binbin zadebiutował 13 grudnia 2014 roku w wygranym 4:0 towarzyskim meczu z Kirgistanem. W 2015 roku został powołany do kadry Chin na Puchar Azji 2015. Zagrał na nim w jednym meczu, grupowym z Uzbekistanem (2:1)